# Zaleptus
Zaleptus – rodzaj kosarzy z podrzędu Eupnoi i rodziny Sclerosomatidae, liczący ponad 70 opisanych gatunków.

## Występowanie
Przedstawiciele rodzaju występują od Indii przez Azję Południowo-Wschodnią po Australię.

## Systematyka
Opisano dotąd 72 gatunki kosarzy z tego rodzaju:
| - Zaleptus albimaculatus Roewer, 1955 - Zaleptus albipunctatus Suzuki, 1977 - Zaleptus annulatus (Thorell, 1889) - Zaleptus annulipes Banks, 1930 - Zaleptus assamensis Roewer, 1955 - Zaleptus ater Suzuki, 1977 - Zaleptus auronitens (Roewer, 1955) - Zaleptus auropunctatus Roewer, 1955 - Zaleptus aurotransversalis (Roewer, 1955) - Zaleptus bicornigera (Roewer, 1911) - Zaleptus bimaculatus (Thorell, 1889) - Zaleptus biseriatus Roewer, 1910 - Zaleptus caeruleus Roewer, 1910 - Zaleptus cinctus Roewer, 1923 - Zaleptus cochinensis Roewer, 1955 - Zaleptus coronatus (Roewer, 1955) - Zaleptus crassitarsus Suzuki, 1977 - Zaleptus cupreus (Roewer, 1912) - Zaleptus cupreus (Roewer, 1912) - Zaleptus diadematus (Thorell, 1891) - Zaleptus festivus Thorell, 1889 - Zaleptus fuscus With, 1903 - Zaleptus gravelyi Roewer, 1955 - Zaleptus gravelyi (Roewer, 1912) - Zaleptus gregoryi Roewer, 1955 - Zaleptus heinrichi (Roewer, 1955) - Zaleptus heinrichi Roewer, 1955 - Zaleptus hoogstraali Suzuki, 1977 - Zaleptus indicus Roewer, 1929 - Zaleptus jacobsoni Roewer, 1923 - Zaleptus lugubris (Thorell, 1889) - Zaleptus luteus Roewer, 1931 - Zaleptus lyrifrons Roewer, 1955 - Zaleptus marmoratus Roewer, 1910 - Zaleptus mertensi (Roewer, 1955) - Zaleptus mjobergi (Banks, 1930) | - Zaleptus niger Roewer, 1955 - Zaleptus occidentalis Roewer, 1955 - Zaleptus ornatus Suzuki, 1977 - Zaleptus perakensis Roewer, 1955 - Zaleptus piceus Roewer, 1911 - Zaleptus popalus (Roewer, 1955) - Zaleptus pretiosus Roewer, 1955 - Zaleptus pulchellus Banks, 1930 - Zaleptus quadricornis (Thorell, 1891) - Zaleptus quadrimaculatus Suzuki, 1972 - Zaleptus ramosus Thorell, 1891 - Zaleptus richteri (Roewer, 1955) - Zaleptus rufipes Roewer, 1955 - Zaleptus scaber (Roewer, 1910) - Zaleptus scaber Roewer, 1936 - Zaleptus shanicus Roewer, 1955 - Zaleptus siamensis Roewer, 1955 - Zaleptus simplex Thorell, 1891 - Zaleptus spinosus Roewer, 1910 - Zaleptus splendens Roewer, 1911 - Zaleptus subcupreus Thorell, 1889 - Zaleptus sulphureus Thorell, 1889 - Zaleptus sumatranus (Roewer, 1955) - Zaleptus thorellii With, 1903 - Zaleptus tluteus (Roewer, 1912) - Zaleptus trichopus Thorell, 1876 - Zaleptus tricolor Roewer, 1955 - Zaleptus unicolor Roewer, 1923 - Zaleptus validus Roewer, 1955 - Zaleptus vanstraeleni Giltay, 1930 - Zaleptus vigilans (With, 1903) - Zaleptus viridis Roewer, 1929 - Zaleptus werneri Suzuki, 1977 - Zaleptus yodai (Suzuki, 1966) - Zaleptus yodo Roewer, 1955 - Zaleptus zilchi (Roewer, 1955) |